# Vittorio Frosini
(Vittorio Frosini in un'intervista alla trasmissione RAI Mediamente nel 1997)
Vittorio Frosini (Catania, 9 marzo 1922 – Roma, 24 settembre 2001) è stato un giurista e filosofo italiano.
È considerato il padre dell'Informatica giuridica in Italia. Si devono a lui le prime riflessioni generali sulle implicazioni esistenti tra diritto, tecnologie e attività giudiziarie.

## Biografia
Laureatosi alla Normale di Pisa in filosofia e successivamente a Catania in giurisprudenza, intraprese l'attività accademica.
Tra gli incarichi pubblici, è stato componente laico nominato dal Parlamento del Consiglio Superiore della Magistratura (1981 - 1986) e consulente dell'OCSE sulla regolamentazione dell'informatica; ha presieduto l'Associazione Italiana di Diritto dell'Informatica e di Giuritecnica e l'Istituto di Teoria dell'interpretazione e di informatica giuridica presso la Facoltà di Giurisprudenza dell'Università di Roma "La Sapienza".
Il figlio Tommaso Edoardo, ordinario di Diritto pubblico comparato e Direttore del Dipartimento di Scienze giuridiche presso l'Università degli Studi "Suor Orsola Benincasa", ha seguito le orme del padre continuando i suoi studi nell'ambito dell'informatica giuridica e del diritto delle nuove tecnologie.

## Pensiero
Teorico di un "umanesimo tecnologico" attento ai diritti civili, Frosini ha avviato una ricostruzione sistematica dei problemi dell'informatica consapevole delle diverse implicazioni economiche e sociali della regolamentazione giuridica. Nel confronto costante tra diritto e tecnologie, secondo Frosini il progresso produce una evoluzione sociale continua che si riflette nel campo giuridico ed economico come nei miglioramenti qualitativi dei diversi rapporti con le istituzioni, favorendo un continuo e immediato confronto fra amministratori e amministrati entro un rapporto diretto a carattere orizzontale, mentre prima era a carattere verticale e così il cittadino diventa veramente attore della vita civile e non più suddito. Di qui il profilarsi di una nuova democrazia di massa in cui «si realizza con apparente paradosso una nuova forma di libertà individuale, un accrescimento della socialità umana che si è allargata sull'ampio orizzonte del nuovo circuito delle informazioni, un potenziamento, dunque, dell'energia intellettuale ed operativa del singolo vivente nella comunità».

## Opere
L'opera centrale di Vittorio Frosini, professore ordinario ed emerito di filosofia del diritto e di informatica giuridica è indubbiamente La struttura del diritto (1962). Il volume ebbe immediati riconoscimenti  e una notevole fortuna in Italia – dove ebbe sei riedizioni pressoché inalterate  – ed all'Estero, in particolare in Spagna. Quale suo autore, nel 1963 Frosini ricevette un premio dall'Accademia Nazionale dei Lincei dalle mani del Presidente della Repubblica Italiana, Antonio Segni.
Frosini è peraltro autore di saggi fondamentali sul rapporto tra tecnologia e diritto quali:
- Cibernetica: diritto e società, 1968
- Informatica,diritto e società, 1988 Milano Giuffrè
- Il giurista e le tecnologie dell'informazione, 1998, Roma, Bulzoni
- La democrazia nel XXI secolo, 1997, Roma, Ideazione ed.; 2010, Macerata, Liberilibri
- La lettera e lo spirito della legge, 1993, Milano, Giuffrè
- Teoria e tecnica dei diritti umani, 1992, Napoli, Edizioni scientifiche Italiane (1998, 3ª ed.).

Fondamentali sono anche i suoi scritti sulla rivista Informatica e Diritto (1973 - 2000)
- L'automazione elettronica nella giurisprudenza e nell'Amministrazione Pubblica (1973)
- La giuritecnica: problemi e proposte (1975)
- Giustizia e informatica (1977)
- La protezione della riservatezza nella società informatica (1981)
- L'esperienza OCSE nel potenziamento degli scambi tecnologici connessi alla gestione delle informazioni (1983)
- De la informática jurídica al derecho informático (1983)
- Le droit de l'informatique dans les années 80 (1984)
- 1984. L'informatica nella società contemporanea (1984)
- Social Implications of the Computer Revolution. Advantages and Disadvantages (1987)
- Human Rights in the Computer Age (1989)
- Towards Information Law (1995)
- Riflessioni sui contratti d'informatica (1996)
- Il giurista nella società dell'informazione (2000)

## Riconoscimenti
A Vittorio Frosini sono dedicati:
- il premio nazionale di informatica giuridica "Vittorio Frosini" della rivista Il diritto dell'informazione e dell'informatica[8];
- la collezione di strumenti di calcolo e di elaborazione automatica dei dati, utilizzati fra il 1965 ed il 1990 presso l'Istituto di Teoria dell'Interpretazione e di Informatica Giuridica dell'Università "La Sapienza" di Roma[9].